# Distintivo "25 Anos de Vitória na Grande Guerra Patriótica"
O Distintivo "25 Anos de Vitória na Grande Guerra Patriótica" (em russo: «25 лет Победы в Великой Отечественной войне») foi um distintivo comemorativo estatal da União Soviética.
O distintivo “25 Anos de Vitória na Grande Guerra Patriótica”  foi concedido a todos os participantes diretos da Grande Guerra Patriótica por bravura e coragem, além de militares de países socialistas e a líderes de delegações militares de países aliados que visitaram URSS para celebrar o Dia da Vitória em 8 de maio de 1970 .

## História

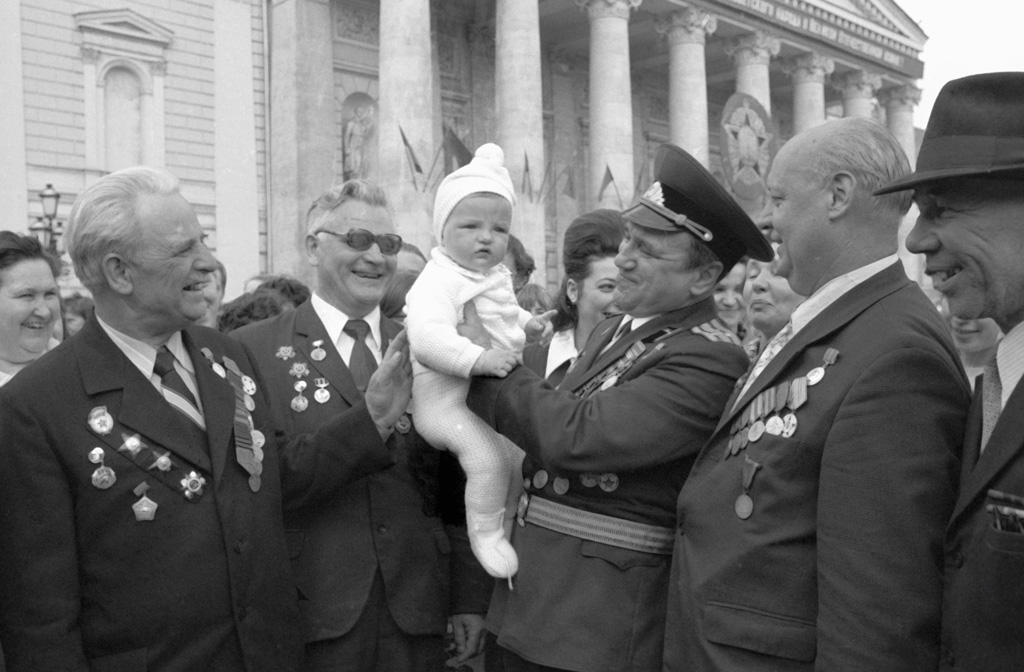
Veteranos da Grande Guerra Patriótica na entrada do Teatro Bolshoi durante a celebração do 30º aniversário da Vitória, Moscou, 9 de maio de 1975. Cartazes com os dizeres "25 anos de Vitória na Grande Guerra Patriótica" são visíveis.

Inicialmente, o distintivo foi concebido como uma medalha em homenagem ao 25º aniversário da Vitória. O desenvolvimento do esboço foi atribuído ao artista Alexander Borisovich Zhuk. Em um dos rascunhos iniciais de Zhuk a medalha deveria ser presa por meio de um ilhó e um anel a um bloco pentagonal coberto com uma fita de seda verde moiré com listras longitudinais pretas e laranja no meio .
Posteriormente, surgiram muitas dificuldades, pois a produção da medalha resultaria em um preço significativo, e ninguém queria arcar com as despesas. O Ministério da Defesa da URSS, tendo avaliado os custos, decidiu limitar-se a um distintivo feito de metal leve e mais barato .
No formulário do certificado para o distintivo está escrito: “Por bravura e coragem na Grande Guerra Patriótica”.
Este distintivo era muito popular entre os veteranos de guerra. Mais tarde, passou a ser chamada de distintivo “ Veterano de Guerra”. 

## Descrição do distintivo
O distintivo apresenta uma estrela de cinco pontas com raios facetados. No centro há a figura de um soldado. Ele segura na mão esquerda uma PPSh-41 e um mastro no qual tremula uma bandeira vermelha, virada para a esquerda na mão direita. No canto superior esquerdo da bandeira, há a imagem de uma estrela vermelha e a foice e um martelo embaixo. Voltado para a direita, para o oeste, o soldado soviético pisa com o pé direito na águia negra da Alemanha Nazista. À direita da haste, em duas linhas, estão as datas: “1945-1970”. Na parte inferior do distintivo, em uma fita vermelha, está a inscrição: “25 Anos de Vitória na Guerra 1941-1945”.
O distintivo é preso ao escudo de sete lados por meio de um ilhó e um anel, que exibe uma fita da Guarda com um ramo de louro sobreposto diagonalmente sobre ela. Possui dimensões de 64 por 37 mm e é fixada por meio de um alfinete no suporte .

## Variantes do distintivo
O prêmio foi fabricado em dois tipos: em metal pesado com esmalte “quente” e em liga leve com esmalte “frio” e tinta. Em ambos as variantes o acabamento é aplicado por um processo de oxidação . Há variações em tons de ouro e prata do prêmio; fabricadas de tambaque e alumínio.
Devido ao elevado número de prêmios, o distintivo não foi fabricado apenas na fábrica Pobeda em Moscou, mas também em Leningrado e outras cidades .
Há mais de uma dúzia de variedades do distintivo.

## Procedimento de uso
O prêmio deve ser usado no lado direito do peito, posicionado abaixo das ordens e acima de outras insígnias.
É permitido usar a barreta com a fita Medalha "Pela Vitória sobre a Alemanha na Grande Guerra Patriótica de 1941-1945" no lado direito do peito, 1 cm acima do distintivo de conclusão de instituição de ensino  .
Na prática, usava-se a barreta com a fita da Guarda em diagonal sobre um fundo amarelo (reproduzindo as cores do suporte) abaixo das barretas de outras condecorações.